# Dianthus caryophyllus
El clavel o clavelina (Dianthus caryophyllus) es una planta herbácea perteneciente a la familia de las Caryophyllaceae, es considerada como flor del agua,  difundida en las regiones mediterráneas. Es espontánea en la flora de la península ibérica. En su forma típica es una planta cespitosa, con numerosos vástagos de hasta 1 m de altura. Sus hojas son lineales, angostas, opuestas y envainadoras, más anchas las basales que las caulinares. Cada tallo forma una flor terminal. Sus flores son vistosas, pedunculadas en panícula o cima laxa, a veces solitarias, de bordes más o menos dentados. 
La planta perenne de base leñosa alcanza una altura entre los 45 y los 60 cm. La floración se produce durante casi todo el año. Normalmente son flores de fuerte fragancia. Es la flor nacional de España y en Portugal es un símbolo de la revolución del 25 de abril. 

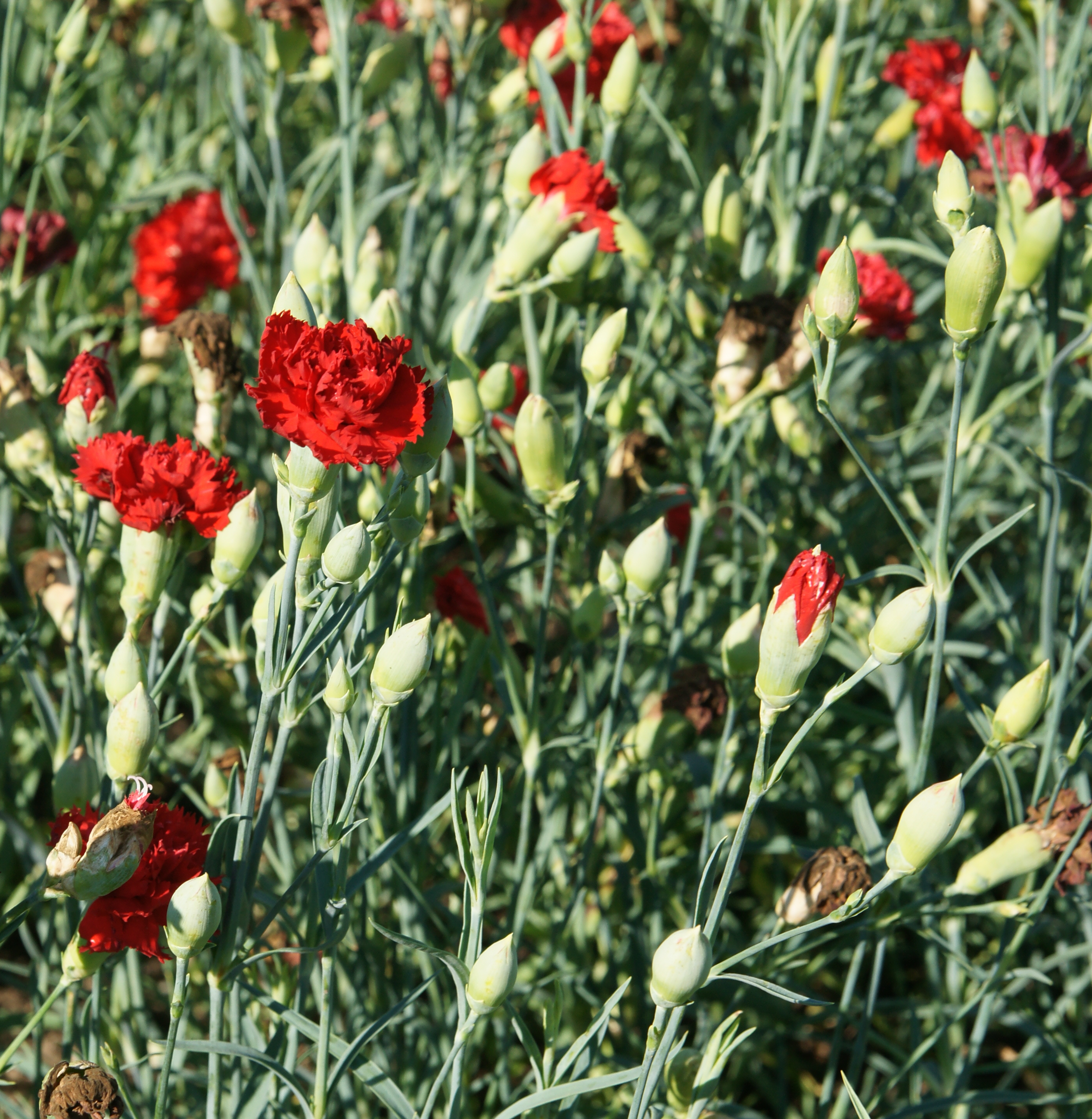
Plantas de clavel bajo condiciones de cultivo.

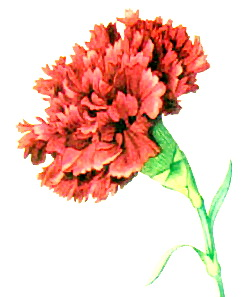
Clavel rojo

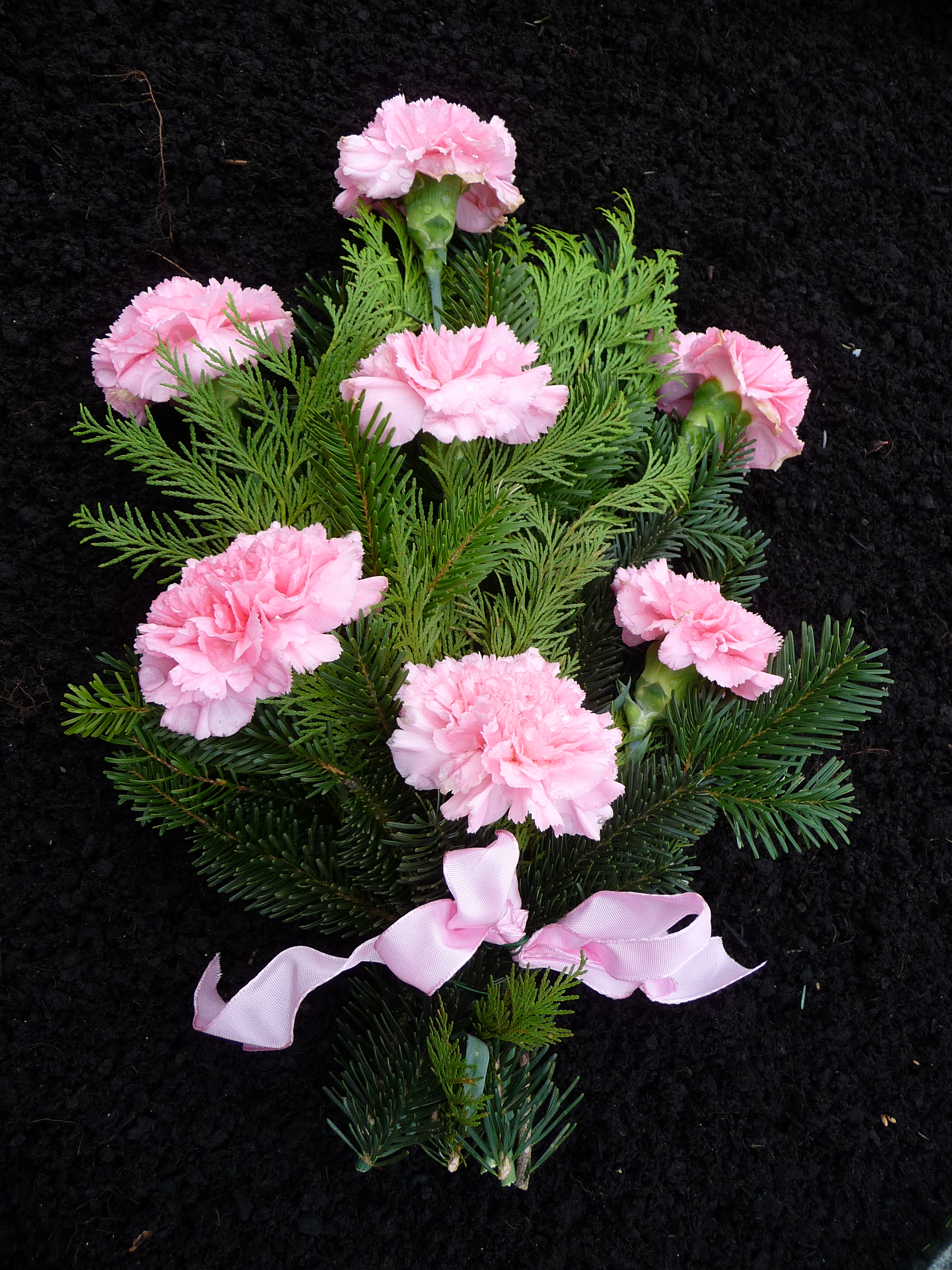
Ramo de claveles

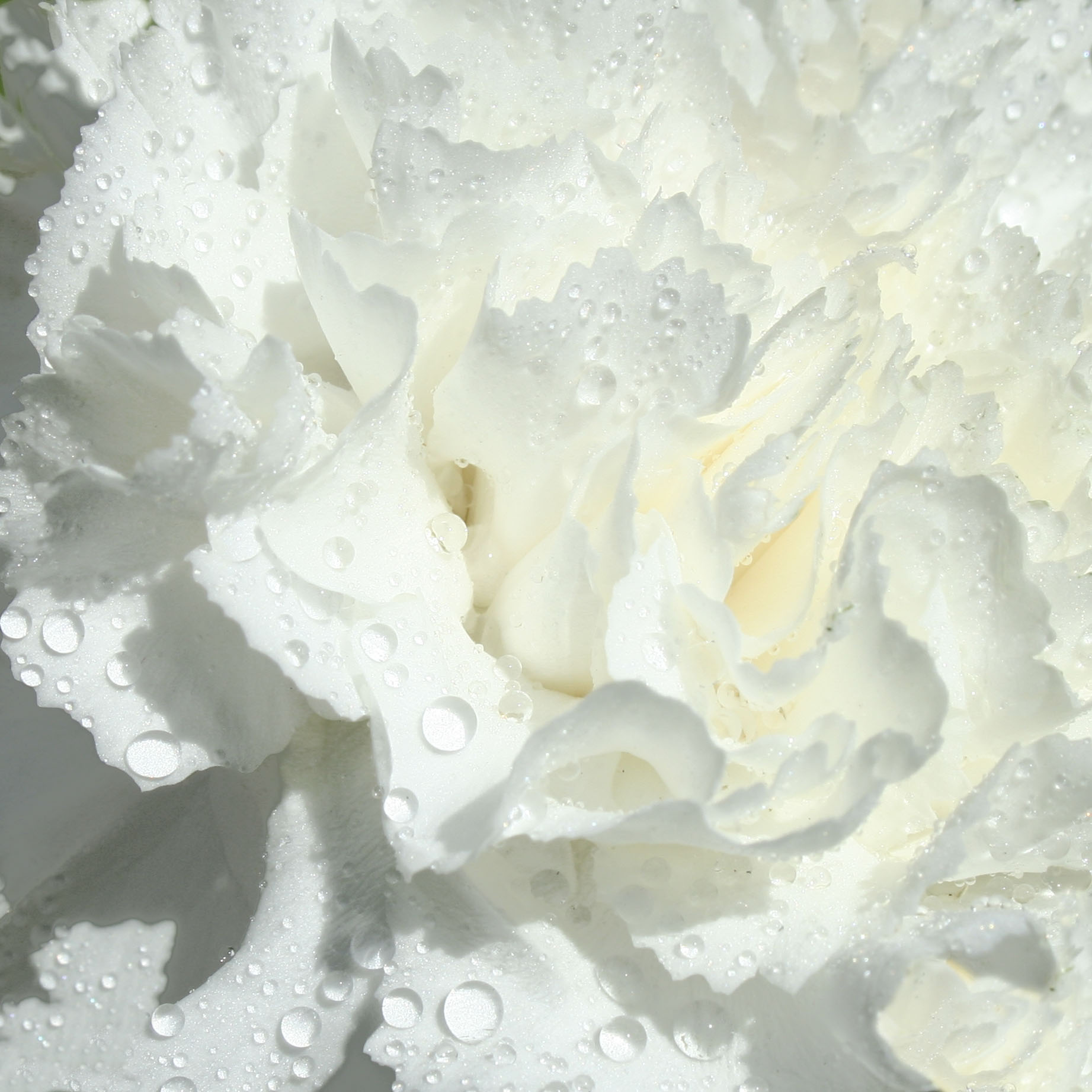
Flor del clavel de color blanco. Se observan los bordes dentados de sus pétalos.

## Distribución y hábitat
El clavel silvestre se encuentra en los países mediterráneos de Turquía, Croacia, Albania, Grecia, Italia y España.

## Cultivo

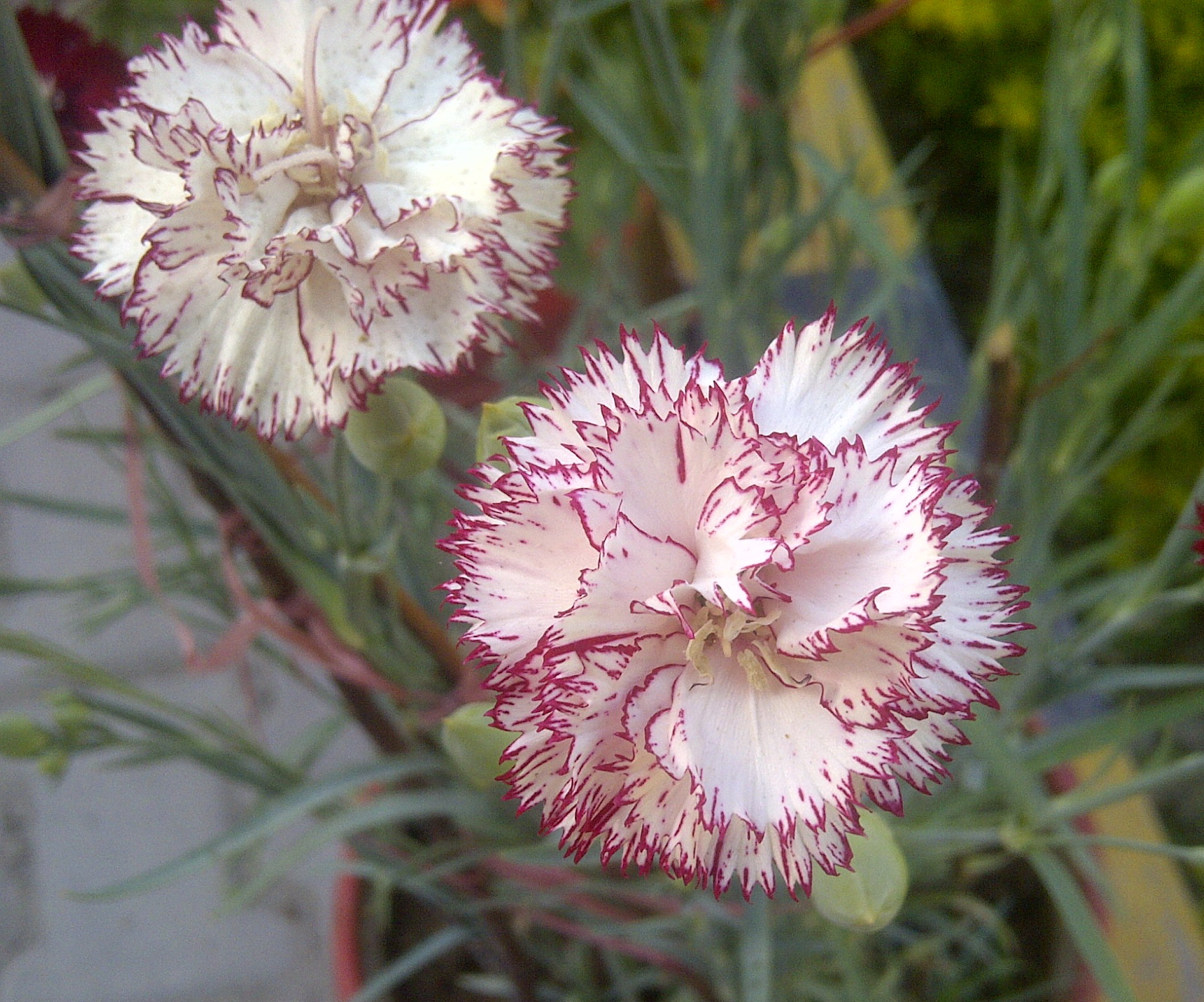
Claveles cultivados en maceta

El clavel silvestre florece durante la primavera y verano. Pero bajo condiciones apropiadas de cultivo puede florecer durante casi todo el año. Requiere riego regular, pero evitando el encharcamiento, por lo que su cultivo debe realizarse en un suelo bien drenado. Se trata de una planta heliófila, por lo que requiere exposición plena a la luz solar.

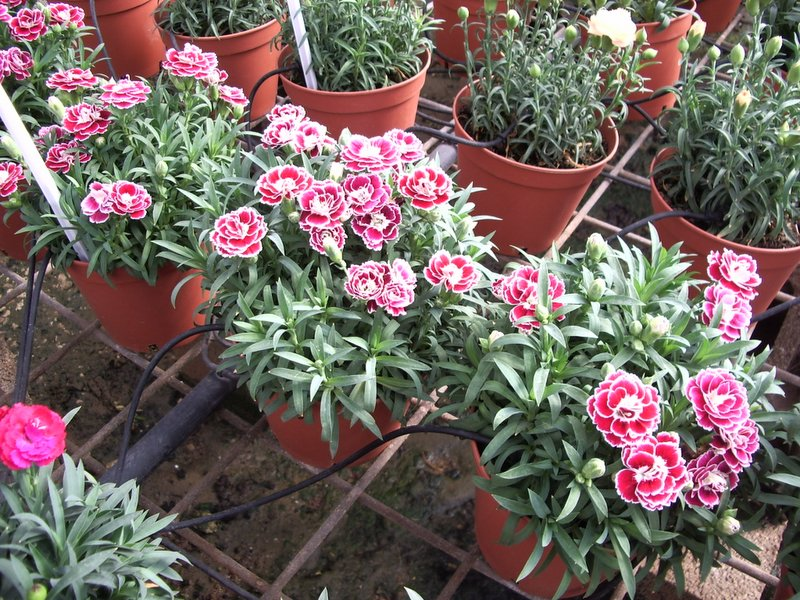
Claveles cultivados en invernadero para su posterior comercialización

- A partir de la forma típica se han obtenido híbridos y variedades con flores dobles, provistas de grandes corolas de diferentes colores y tonalidades.

- Los colores más normales son el rojo, rosado, blanco, salmón, amarillo y bicolores.

- Los ramos de hojas tanto secas como frescas combinan muy bien en coronas de flores y en anillos florales, en especial cuando se trata de delicadas flores de verano.

- Luz: a pleno sol.[4] Se trata de un factor clave, tanto para el crecimiento como para la floración. Por ello es preciso tanto la buena orientación del invernadero como el material de cubierta apropiado. Resulta favorable una iluminación de 40 000 lux. La luz también determina la rigidez del tallo y el tamaño y número de flores.

- La temperatura óptima de día oscila entre los 22 y 24 °C y de noche, entre los 10 y 12 °C

- Los 0 °C son fatales, pues se pueden formar manchas y deformaciones en los pétalos.

- El suelo tiene que ser poroso y bien drenado,[4] para evitar encharcamientos y asfixias.

- Suelo: es preferible un pH entre 6,5 y 7,5.

- Requiere un riego constante.

- Abono: tiene altos requerimientos en nutrientes.

- Abonado una vez por semana en primavera y verano. El resto del año, basta con abonarlo una vez al mes.

- Con el pinzamiento se consigue que la planta ramifique y que las primeras flores sean más largas.

- Cuanto más alto se efectúa el pinzamiento, más flores se obtendrán, pero la calidad puede no ser muy buena cuando el número de flores por planta es excesivo.

- Por el contrario, si se pinza muy cerca del suelo, saldrán pocas flores aunque serán de buena calidad.

- Normalmente se efectúan dos pinzamientos:

- Primer pinzamiento: se realiza por encima del cuarto, quinto o sexto nudo (dependiendo del cultivar), es decir, de 15 a 20 días después de la plantación.

- Segundo pinzamiento: se efectúa de 30 a 50 días después, sobre las ramificaciones obtenidas del primer pinzamiento, y por encima del tercer nudo.

- Propagación: por semillas en primavera cuando de bañas , pero también por esqueje o por división de las macollos.

- Las semillas tardan en germinar de 2 a 3 semanas en ambiente cálido.

- Los esquejes son conservados en frío (0,5-1 °C)

- La duración del almacenaje es de 15 días para esquejes enraizados y 2 meses para los no enraizados.

- Se toman esquejes procedentes de plantas madre de 10 cm de longitud y se colocan en invernaderos de multiplicación con instalación de fog-system y sobre un sustrato compuesto por: 25% de turba y 75% de perlita; con una temperatura alrededor de 20 °C.

- En estas condiciones el enraizamiento tiene lugar a las tres semanas.

## Plagas
- Ácaros del barrio: (Tetranichus urticae)
- Tortrix europeo (Cacoecimorpha pronubana) y tortrix sudafricana (Epichoristodes acerbella)
- Trips (Frankliniella occidentalis)
- Pulgones (Myzus persicae)
- Minadores (Psedonapomyza dianthicola)
- Nemátodos (Meloidogyne spp.)

## Enfermedades
- Roya (Uromyces caryophillinus)
- Fusariosis (Fusarium oxysporum f. sp. dianthi)
- Mancha foliar (Pseudomonas andropogonis (Sm.) Stapp
- Otros hongos: Rhizoctonia solani, Alternaria dianthi, Alternaria dianthicola, Botryotinia cinerea, etc.
- Virus del mosaico de las nervaciones del clavel

## Conservación de las flores cortadas

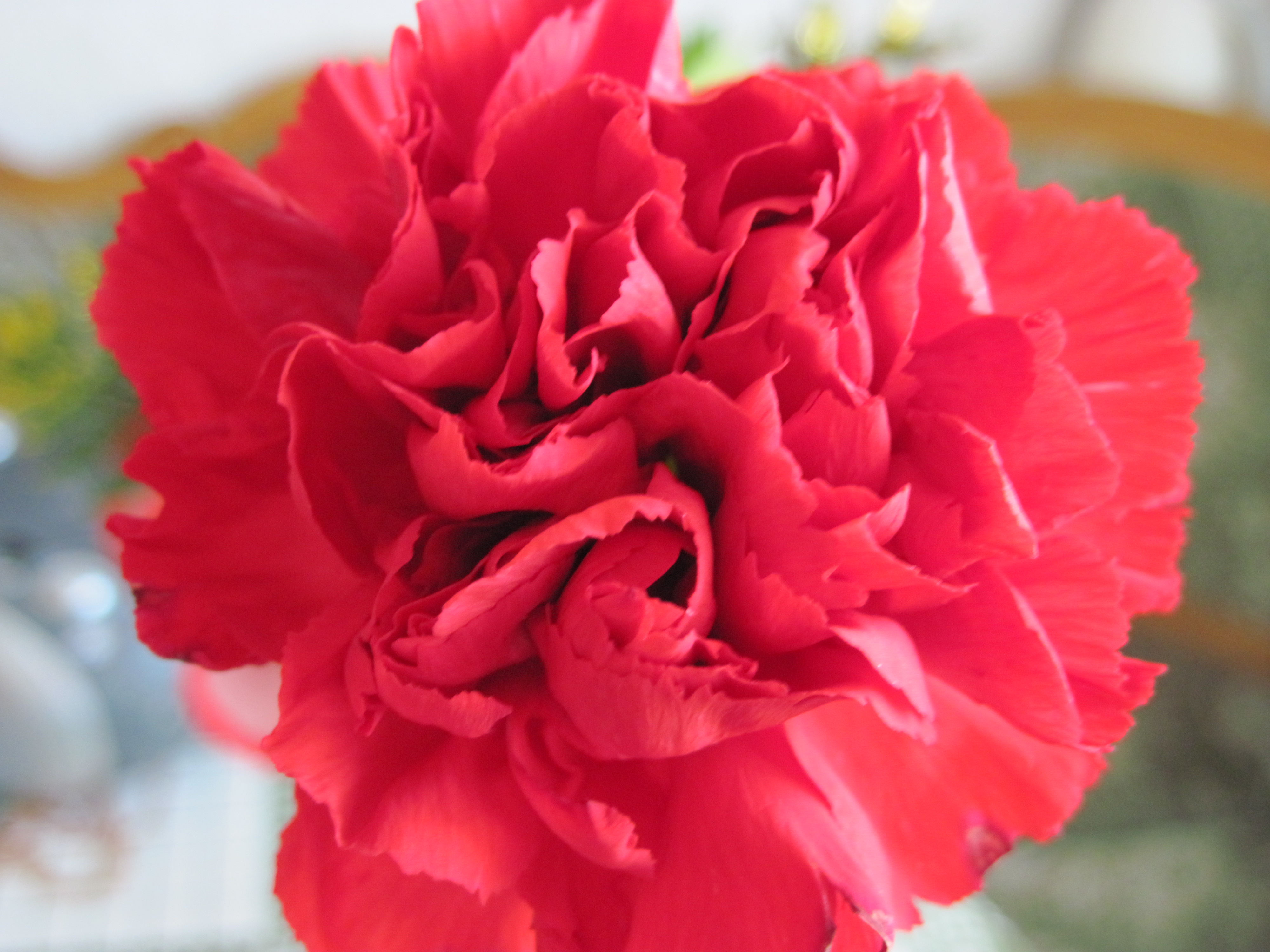
Clavel de color rojo. Se trata de una flor extremadamente sensible a la presencia de etileno.

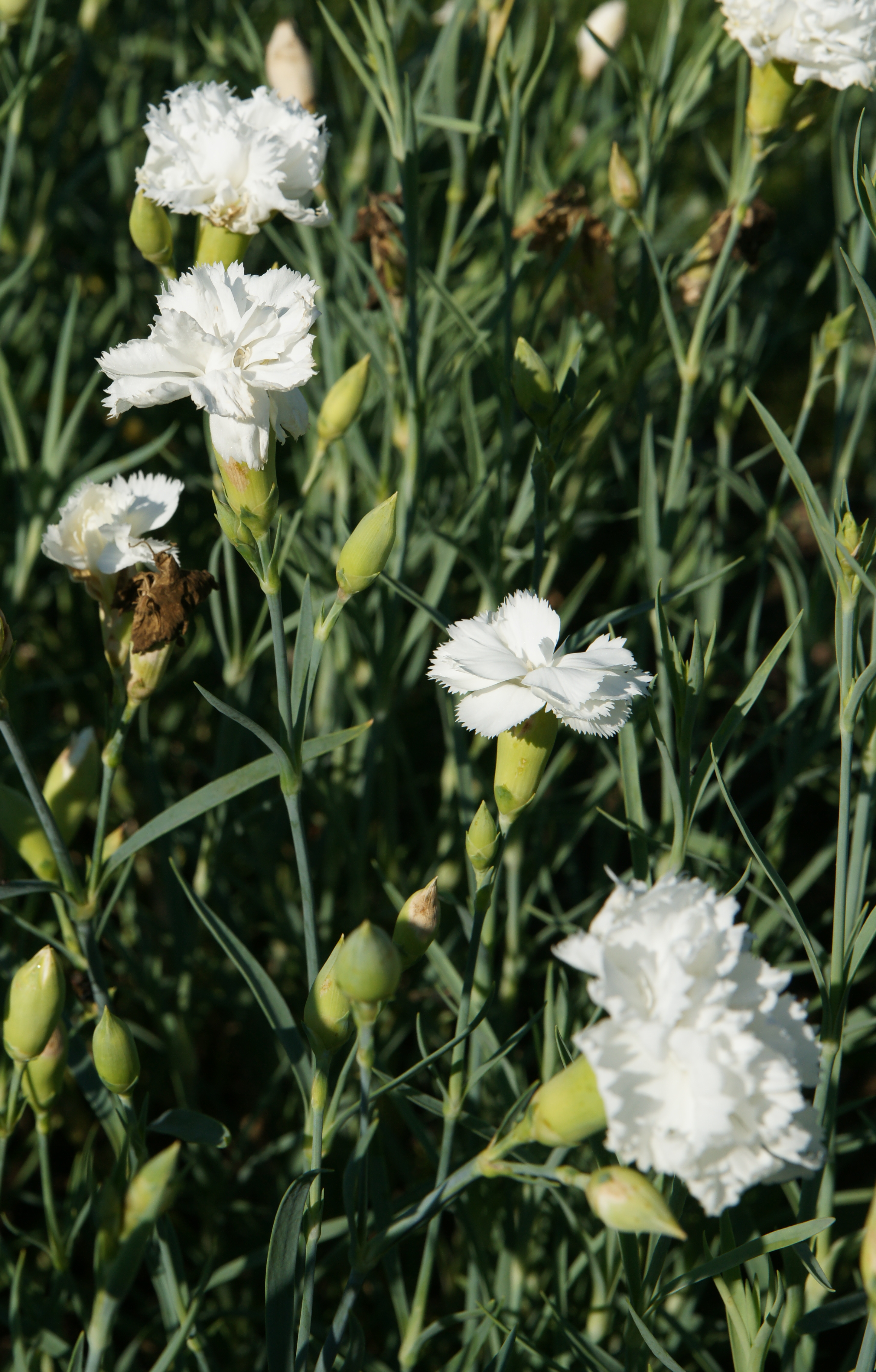
Vista de la planta en flor

Las condiciones óptimas de conservación de las flores del clavel ya cortadas son:
- 0-1 °C;
- pretratamiento con un fungicida contra Botryotinia;
- un ambiente libre de etileno. La flor del clavel es altamente sensible a esta fitohormona gaseosa que induce su senescencia.

Los tratamientos con 1-metilciclopropeno o tiosulfalto de plata realizados antes del almacenamiento en cámara fría mejoran la conservación de forma sustantiva. Las flores abiertas pueden almacenarse por 2-4 semanas, mientras que los botones florales pueden alcanzar las 4-5 semanas de vida.

## Propiedades

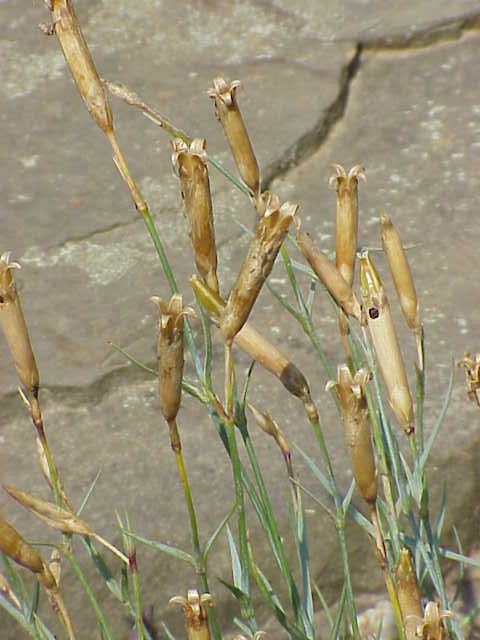
Frutos

Con las flores de esta planta se hacen ramos para realizar limpias cuando hay «enfriamiento en el estómago». Para regular la presión arterial, se prescribe una infusión de claveles blancos con alpiste endulzada con miel de abeja, se toma una taza cuando sea necesario. Asimismo, se usan las flores para aliviar trastornos digestivos, dolor de muelas, anginas de pecho, debilidad del corazón, nervios y tos.
Historia
A finales del siglo XVIII, Vicente Cervantes refiere que las flores se tienen por cordiales, sudoríficas y alexiterias, se usan en las fiebres exantemáticas.

## Comercio
Chipiona (Cádiz) es el mayor productor de clavel cortado de Europa.

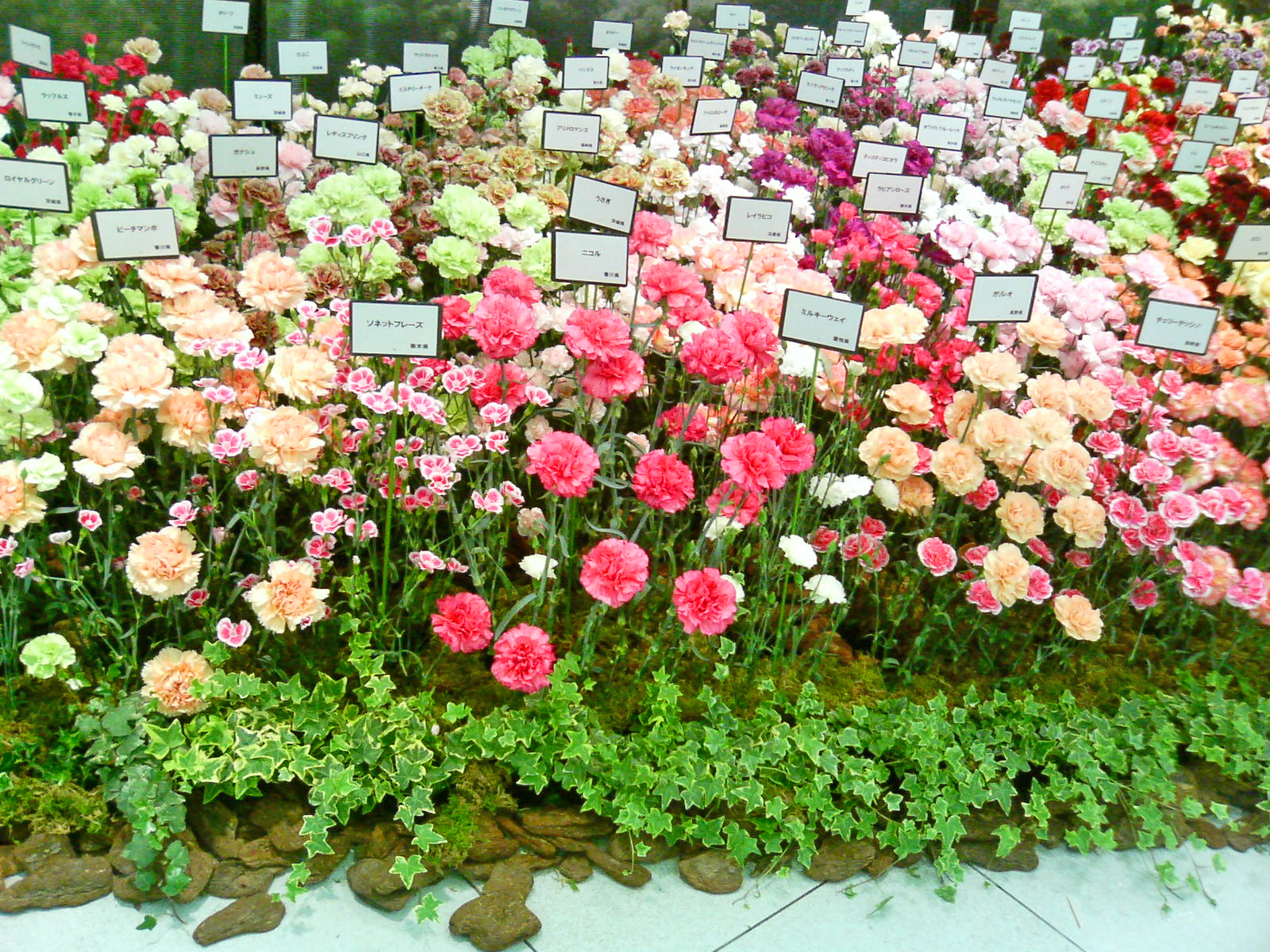
Flores de clavel en venta para el día de las madres

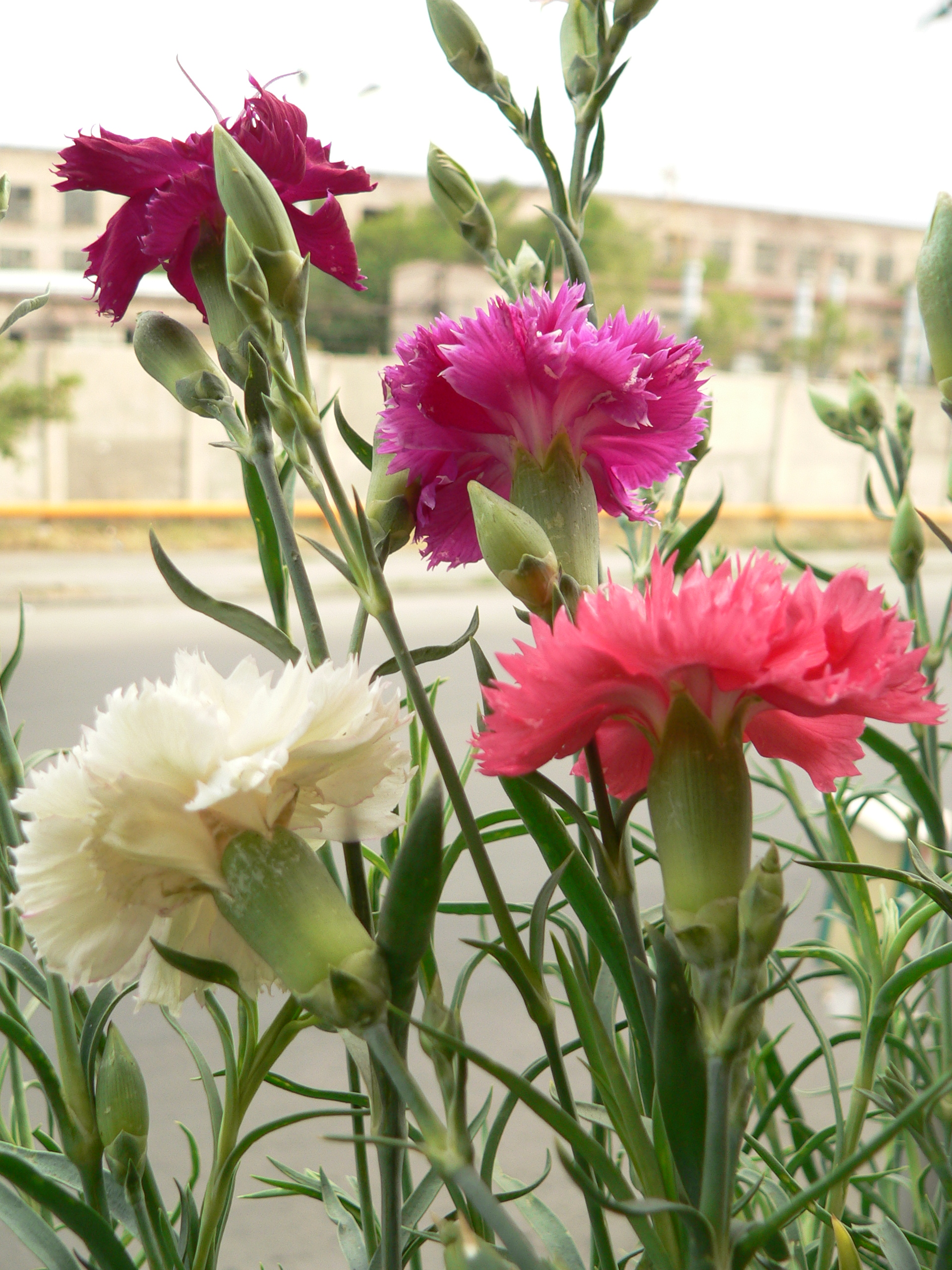
Detalle de las flores

## Variedades
- Dianthus caryophyllus var. coronarius L.
- Dianthus caryophyllus coronarius  (Lam.) P.Fourn.
- Dianthus caryophyllus coronarius (Lam.) Bonnier

## Taxonomía
Dianthus caryophyllus fue descrito por Carlos Linneo y publicado en Species Plantarum 1: 410. 1753.
Etimología
Dianthus: nombre genérico que procede de las palabras griegas δῖος díos ‘divino’ y ἄνθος ánthos ‘flor’, y ya fue citado por el botánico griego Teofrasto.
caryophyllus: epíteto que deriva de κάρυα kária ‘nogal’ y φύλλον phíllon ‘hoja’, en referencia al olor aromático a hojas de nogal, lo que llevó que este nombre se aplicara al clavel.
Sinonimia
- Caryophyllus tunica Garsault
- Dianthus acinifolius Schur
- Dianthus arbuscula Lindl.
- Dianthus arrectus Dumort.
- Dianthus binatus Schur
- Dianthus caryophyllus var. coronarius L.
- Dianthus coronarius (L.) Burm.f.
- Dianthus corsicus Link ex Spreng.
- Dianthus kayserianus Schur
- Dianthus longicaulis Costa
- Dianthus miniatus A.Huet ex Nyman
- Dianthus morrsii Hance
- Dianthus moschatus J.F.Gmel.
- Dianthus multinervis Vis.
- Silene caryophylla E.H.L.Krause
- Tunica caryophyllus Scop.
- Tunica morrisii (Hance) Walp.[10]